# Boeing X-66
Boeing X-66A – zawieszony projekt amerykańskiego samolotu eksperymentalnego, pełnoskalowego demonstratora wąskokadłubowego samolotu pasażerskiego, opracowanego w ramach programu Sustainable Flight Demonstrator.

## Historia

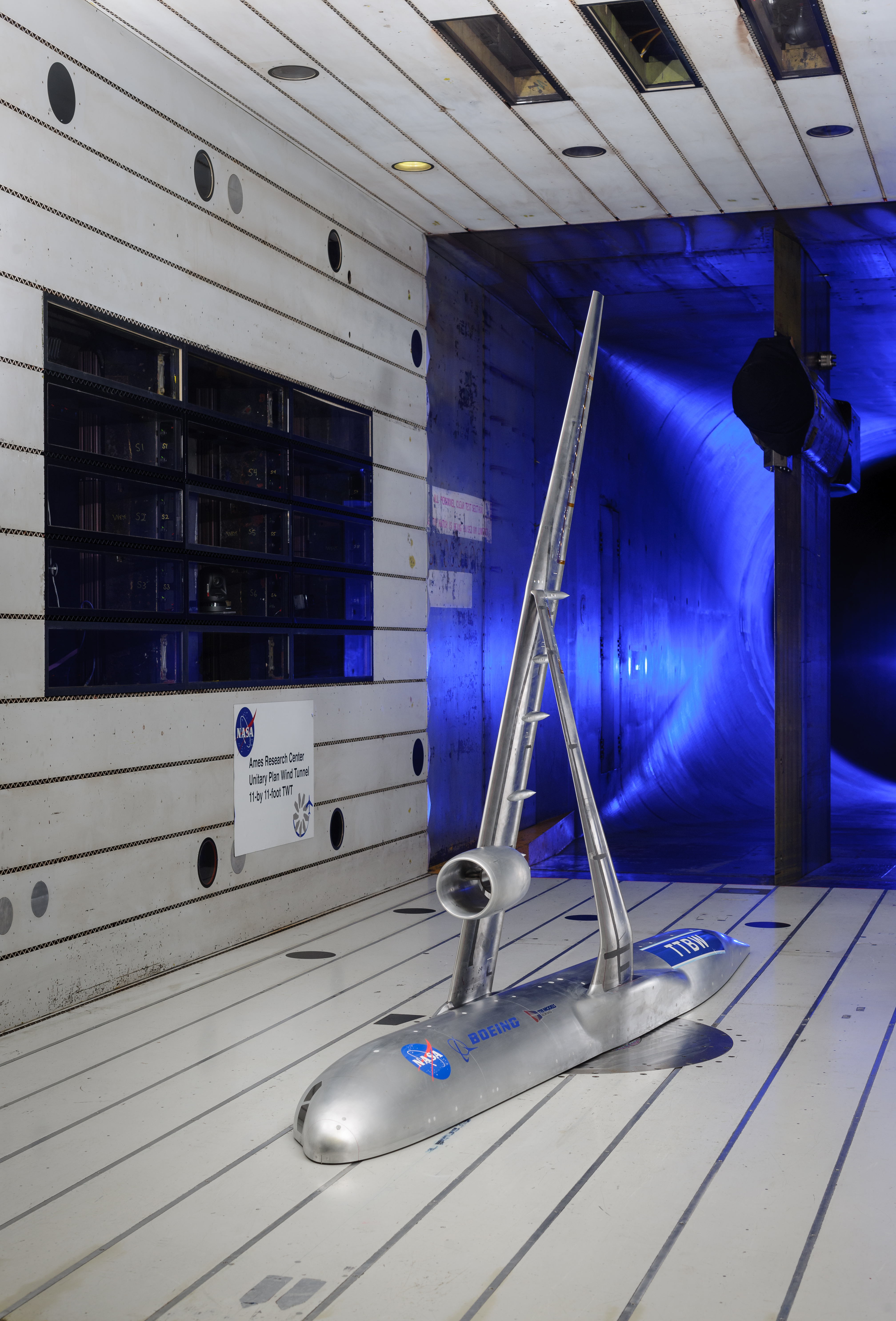
Model skrzydła Transonic Truss-Braced Wing w trakcie prób w tunelu aerodynamicznym

Program Sustainable Flight Demonstrator (SFD) miał na celu opracowanie technologii budowy samolotu pasażerskiego, którego eksploatacji charakteryzowałaby się znaczącą redukcją zużycia paliwa oraz emisji dwutlenku węgla, w porównaniu do konstrukcji użytkowanych współcześnie. Program SFD realizowany był pod auspicjami amerykańskiej agencji National Aeronautics and Space Administration (NASA). W styczniu 2023 roku NASA ogłosiła zwycięzce konkursu, który miał wybrać wytwórnie odpowiedzialną za wybudowanie demonstratora. Została nim firma Boeing. Demonstrator miał zostać wybudowany w oparciu o już istniejącą konstrukcję. Boeing wybrał McDonnell Douglas MD-90. Maszyna o znakach N931TB trafiła do zakładów Boeinga w Palmdale w stanie Kalifornia, o czym wytwórnia poinformowała 17 sierpnia 2023 roku. Tam MD-90 oczekiwał na proces głębokiej modernizacji. Jednym z jej elementów miała być instalacja skrzydeł typu Transonic Truss-Braced Wing (TTBW). Płaty TTBW charakteryzują się dużym wydłużeniem i cienkim profilem. Dodatkowo są wzmocnione zwiększającymi sztywność zastrzałami. Maszyna miała zostać wybudowana w układzie górnopłata. Miało to pozwolić na zastosowanie nowych jednostek napędowych o większej średnicy. Współcześnie budowane dolnopłatowe samoloty pasażerskie muszą brać pod uwagę wielkość prześwitu pomiędzy powierzchnią ziemi a krawędzią obudowy wentylatora silnika odrzutowego. Czynnik ten ogranicza średnicę silnika. Nowy płat, nowe materiały konstrukcyjne oraz nowe jednostki napędowe miały umożliwić redukcje zużycia paliwa oraz emisji dwutlenku węgla nawet o 30% w porównaniu do współcześnie użytkowanych samolotów. Prace modernizacyjne miały zakończyć się w 2028 roku, po czym planowano uruchomienie programu prób naziemnych i w powietrzu.
24 kwietnia 2025 roku Boeing ogłosił bezterminowe zawieszenie programu rozwoju samolotu X-66.